# Дэмиен (телесериал)
«Дэмиен» (англ. Damien) — телесериал производства A&E, основанный на серии мистических триллеров «Омен» (англ. The Omen). Съёмки сериала одобрили 25 августа 2014 каналом Lifetime, но 29 апреля 2015 было объявлено, что премьера состоится 7 марта 2016 на канале A&E.  Премьера в России состоялась 3 января 2017 года на телеканале НСТ.

## Сюжет
Сериал «Дэмиен» посвящён взрослой жизни Дэмиена Торна (Бредли Джеймс) — тридцатилетнего фотографа, который забыл о своем сатанинском прошлом, став обычным человеком. Энн Ратлидж (Барбара Херши), которая всю жизнь защищала Дэмиена, поможет ему высвободить свою сущность Антихриста.
«Дэмиен» представляет собой альтернативное продолжение фильма «Омен» (1976), поскольку события последующих частей фильма в сериале игнорируются.

## В ролях
- Бредли Джеймс — в роли Дэмиена Торна
- Барбара Херши — в роли Энн Ратлидж
- Мегалин Эчиканвоке — в роли Симон Баптист
- Омид Абтахи — в роли Амани Голкара
- Скотт Уилсон — в роли Джона Лайонса
- Дэвид Мюнье — в роли детектива Джеймса Шэя
- Тиффани Хайнс — в роли Келли Баптист
- Джерри Пирсон — в роли человека в сутане
- Броуди Бовер — в роли Джейкоба Шэя
- Сандрин Холт — в роли Паулы Скьярры
- Мелани Скрофано — в роли Вероники Сельваджио

## Разработка
Сериал получил официальное одобрение на производство в августе 2014 года. Изначально сериал должен был транслироваться на телеканале Lifetime, но по неизвестным причинам телеканал отказался от него, а потому права на трансляцию приобрёл другой телеканал — A&E.

## Сезоны
| Сезон | Серии | Серии | Даты показа  | Даты показа     |
| Сезон | Серии | Серии | Первая серия | Последняя серия |
| ----- | ----- | ----- | ------------ | --------------- |
| 1     | 10    | 10    | 7 марта 2016 | 9 мая 2016      |

## Эпизоды

### Сезон 1(2016)
| № общий | № в сезоне | Название                                          | Режиссёр           | Автор сценария           | Дата премьеры  |
| ------- | ---------- | ------------------------------------------------- | ------------------ | ------------------------ | -------------- |
| 1       | 1          | «Зверь восстаёт» «The Beast Rises»                | Шекхар Капур       | Глен Маззара             | 7 марта 2016   |
| 2       | 2          | «Вторая смерть» «Second Death»                    | Эрнест Р. Дикерсон | Марк Крюгер              | 14 марта 2016  |
| 3       | 3          | «Избавитель» «The Deliverer»                      | Гильермо Наварро   | Райан С. Коулмэн         | 21 марта 2016  |
| 4       | 4          | «Номер мужчины» «The Number of a Man»             | Бронуэн Хьюз       | Назрин Чадхури           | 28 марта 2016  |
| 5       | 5          | «Семь проклятий» «Seven Curses»                   | Микаэл Саломон     | К.С. Перри               | 4 апреля 2016  |
| 6       | 6          | «Соблазнительница» «Temptress»                    | Ник Копус          | Ричард Хатем             | 11 апреля 2016 |
| 7       | 7          | «Скотобойня» «Abattoir»                           | Т.Дж. Скотт        | Марк Крюгер              | 18 апреля 2016 |
| 8       | 8          | «Вот мудрость» «Here Is Wisdom»                   | Тим Эндрю          | Сара Торп                | 25 апреля 2016 |
| 9       | 9          | «Дьявол, которого ты знаешь» «The Devil You Know» | Дженнифер Линч     | К.С. Перри, Глен Маззара | 2 мая 2016     |
| 10      | 10         | «Слава Сатане» «Ave Satani»                       | Ник Копус          | Глен Маззара             | 9 мая 2016     |

## Реакция
На сайте-агрегаторе Rotten Tomatoes сериал имеет негативную оценку в 14% на основе 22 рецензий со стороны критиков. Консенсус сайта гласит: "«Дэмиен» — сериал, которому нужно больше хоррора, не говоря уже о хорошем сценарии и более интересных персонажах".